# Eriopyga ultimella
Eriopyga ultimella är en fjärilsart som beskrevs av Dyar 1913. Eriopyga ultimella ingår i släktet Eriopyga och familjen nattflyn. Inga underarter finns listade i Catalogue of Life.